# Dindica malayana
Dindica malayana är en fjärilsart som beskrevs av Inoue 1990. Dindica malayana ingår i släktet Dindica och familjen mätare. Inga underarter finns listade i Catalogue of Life.